# Головатий Петро Михайлович
Петро Михайлович Голова́тий (12 липня 1907, Чернівці — 16 лютого 1996, Львів) — український живописець; член Спілки радянських художників України з 1945 року. Чоловік художниці Марти Іваницької.

## Біографія
Народився 12 липня 1907 року в місті Чернівцях (нині Україна) у сім'ї поштового службовця. Протягом 1935—1940 років навчався в Академії красних мистецтв у Яссах у викладачів Крицулеску, Тоніца, Тротяну, Космовича.
Після здобуття мистецької освіти повернувся до Чернівців, де працював учителем малювання. Під час німецько-радянської війни був заарештований окупаційною владою, а після звільненя переїхав до Львова. Працював учителем креслення та малювання у школах № 34 і 44, Будинку народної творчості. 28 травня 1945 року заарештований радянською владою і 30 листопада 1946 року засуджений. Упродовж 1946—1950 років відбував покарання у виправному таборі у місті Туринську, де працював у художніх майстернях; з 1950 року на засланні у Красноярському краї, де до 1956 року працював в окружному Краєзнавчому музеї селища Тура, а у 1957—1961 роках — у художньому фонді при Красноярському відділенні Спілки художників. Реабілітований 23 травня 1960 року за відсутністю злочинних дій.
Після звільнення повернувся до Львова, де мешкав у будинку на вулиці 1 Травня, № 245, квартира № 11. Помер у Львові 16 лютого 1996 року. Похований у Львові на Личаківському цвинтарі.

## Творчість
Працював у галузі станкового живопису. Серед робіт:
- «Циганочка» (1938);
- «Північ узимку» (1956);
- «Помагають мамі» (1964);
- «Приїхали гості» (1964);
- «Свято у Карпатах взимку» (1964);
- «Музей Івана Франка у Криворівні» (1966);
- «Будівники Львова» (1968);
- «Карпати. Говерла» (1969);
- «Львів. Кривчиці» (1971);
- «Тут стояли насмерть» (1974);
- «Осінь у Карпатах» (1976);
- «Мій рідний край» (1976);
- «Соняшники» (1990).

Працював також над оформленням музейних експозицій, діорам у співавторстві з дружиною, серед них — у Львівському історичному та природничому музеях, Тернопільському краєзнавчому музеї.
Брав участь у республіканських виставках з 1963 року. Персональні виставки відбулися у селищі Турі у 1954 році та у Львові у 1987 році.
Роботи зберігаються у Краєвому музеї Красноярська та Краєзнавчому музеї селища Тури. Понад 200 робіт художника зберігається у приватних колекціях колекціонерів Львова та 10 країн світу.